# Златкович, Горана
Горана Златкович (род. 1 января 1951, Босанска-Крупа, СФРЮ) — министр торговли и туризма Республики Сербской, занявшая этот пост 29 декабря 2010 года, а также и.о. министра юстиции с 6 июня 2012 года. По национальности бошнячка.

## Биография
Горана Златкович родилась 1 января 1951 года в Босанска-Крупе.
В 1977 году окончила юридический факультет в Баня-Луке. Спустя год получила судейскую аккредитацию в Сараеве и длительное время работала судьей, заместителем прокурора и окружным прокурором. С 1994 по 1999 год была адвокатом. Затем до 2005 года возглавляла юридическую службу предприятия «Нафтна индустрија Республики Српске».